# Favio Márquez
Favio César Márquez (* 30. Januar 1974 in Morón) ist ein ehemaliger argentinischer Fußballspieler.

## Karriere
Favio Márquez begann seine Karriere 1994 bei den Boca Juniors und spielte dort bis 1996 zwei Ligaspiele. Außer für Vereine in Argentinien lief der Offensivakteur auch für Klubs aus Portugal und Chile auf. 2001 beendete er bei Provincial Osorno seine Karriere.